# カッシート人

バビロニア 紀元前13世紀

カッシート人（カッシートじん、Kassites）は、紀元前2000年期半ば頃にバビロニアで活動した民族、または集団の名称。アッカド語ではカッシュ (Kaššu)、カッシート語での自称はガルズ (Galzu) である。

## 言語
カッシート人の言語については殆ど分かっていない。かつてインド・ヨーロッパ語族に属するという説もあったが現在では支持されていない。彼ら自身がカッシート語ではなくアッカド語やシュメール語を行政や宗教の言語として選んだため、カッシート語で書かれた文章は1つも残っていない。
殆ど唯一の史料としてカッシート語とアッカド語の対訳辞書が発見されている。他に人名・神名などの固有名詞からも少数の単語を拾う事が可能である。しかしその人名、神名も時代が下るにつれアッカド語が用いられるようになった。カッシート語はこれらからわずかな数の単語が知られるのみである。

## 歴史

### バビロニア統一以前
カッシート人の故地については、ザグロス山脈周辺からメソポタミアに侵入したと言う説が有力ではあるが、確実ではない。また、古代において同地に居住したエラム人とは言語は違うとされている。
カッシート人の記録が最初に登場するのは紀元前18世紀頃のバビロン第1王朝時代の事であり、傭兵や農業労働者として記録されている他、カッシート人との戦闘の記録が残されている。しかし総じてカッシート人の初期の歴史は不明点が多く文書記録などがほとんど見つかっておらず、メソポタミアの歴史における空白期間となっている。彼らが歴史の主役として登場するのは紀元前16世紀以降の事である。紀元前18世紀頃以降はユーフラテス中流域のテルカに本拠を置いていたが、紀元前1595年にバビロン第1王朝がヒッタイトの攻撃を受け崩壊し混乱状態にあったバビロニアにおいて次第に勢力を拡大したと見られる。しかしカッシート人がバビロニアにおける支配をいつ頃確立したのか、正確な時期はわかっていない。ただ、紀元前1500年頃までにはバビロニアにある程度の勢力を築き上げていたと思われる。そして紀元前1475年頃、カッシート王ウラム・ブリアシュが海の国第1王朝（バビロン第2王朝）を滅ぼしてバビロニアを統一した。カッシート人は外来の勢力であったが、バビロニア文化を極めて好み、バビロニアの神々を祭る神殿を盛んに建築し、公文書その他はほとんどバビロニア語（アッカド語）を用いるなどし、早い段階で現地に同化した。

### バビロニア統一以後
彼らがバビロニアに作った王朝はバビロン第3王朝（カッシート王国、カッシュ朝等とも）と呼ばれ、バビロニアの歴史上最も長く続いた王朝であり、また当時エジプト、ヒッタイト、ミタンニ等と並ぶ強国として勢力を振るった。
カッシートとエジプトの間でやり取りされた外交書簡（アマルナ文書）が現存しており、当時の外交関係を知る上で貴重である。
紀元前1400年期半ば以降、強大化したアッシリアとの関係が悪化した。更に東のエラムとも紛争が生じた。紀元前1345年に即位したクリガルズ2世はエラムに侵攻し、スーサを陥落させるなどしたが、アッシリアとの戦いに敗れて領土の一部を失った。
その後も度重なる国境紛争が続き徐々にアッシリアが優位に立っていった。遂に紀元前1225年、カッシート王カシュティリアシュ4世はアッシリア王トゥクルティ・ニヌルタ1世に敗れアッシリアに連れ去られた。その後バビロニアはアッシリアの支配下に入るが、この時期のアッシリアの統治形態が直接的な物であったのか、間接的な物であったのかはよく分かっていない。
やがてカシュ・ティリアシュ4世の息子アダド・シュマ・ウスルの下でバビロニアは再び自立する事となる。アダド・シュマ・ウスルはアッシリアの侵攻を食い止める事に成功したが、彼の死後もアッシリアと国境紛争が続いた。
紀元前1160年、ザババ・シュマ・イディナが即位し、アッシリアと戦ったが敗れて大きく領土を失った。ついでエラム王シュトルク・ナフンテの攻撃を受けてバビロンが陥落し、バビロンに祀られていたマルドゥクの神像を始め、ハンムラビ法典等多くの財宝がスサに持ち去られた（この時持ち去られたハンムラビ法典碑が20世紀に入ってスサで発見される事になる。）。
紀元前1157年、エンリル・ナディン・アヘが即位し、王朝復活を目指しエラムと戦うも敗れて死亡し、紀元前1155年バビロン第3王朝は滅亡した。

### その後のカッシート人
その後エラムを撃退しバビロニアを支配したイシン第2王朝時代にはカッシート時代の制度の多くが踏襲された。その関係もあり、カッシート人はバビロニアの主要な住民の一部であり続け、紀元前9世紀頃まで多くの高官等を出しており、アケメネス朝時代まで記録に残り続けた。

## カッシート王朝の統治

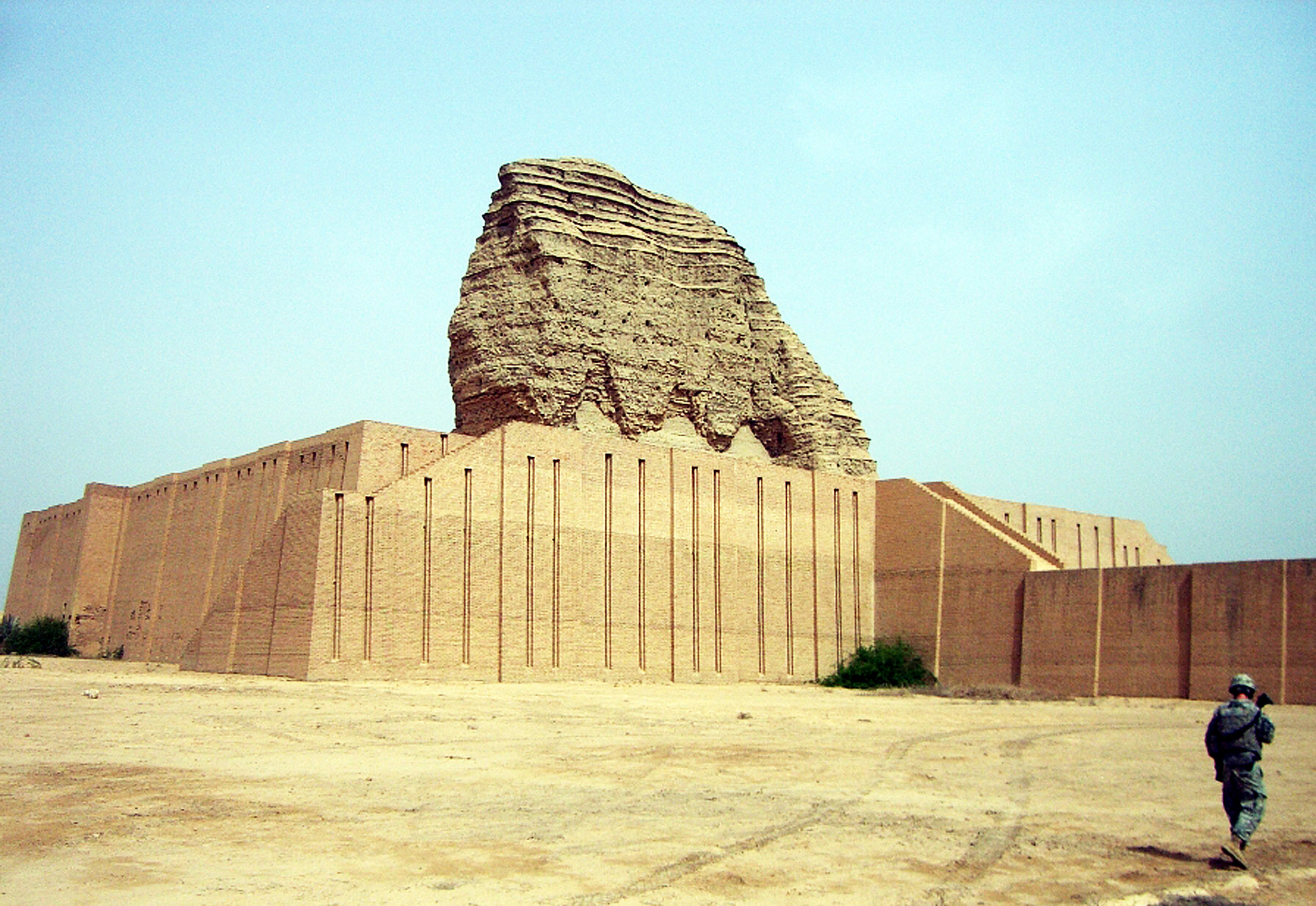
ドゥル・クリガルズのジッグラト (2010年撮影)

エジプトやアッシリアなど、他の有力国との政略結婚がしばしば行われ、またバビロニアは交易の中心として繁栄した。バビロニアの歴史上比較的安定した時代と言われる。この時代にバビロニアは完全に一体性を持った土地としてカルドニアシュと呼ばれるようになる。
バビロニア各地の都市で大規模な建設事業が行われ、クリガルズ1世の時代には新首都として自身の名を冠したドゥル・クリガルズ（現バグダード県 アカル・グゥフ、アラビア語: عقرقوف - `Aqar-Qūf）が建設されている。
カッシート人のバビロニア統治の中でも最も特徴的なものがクドゥルと呼ばれる境界石の設置である。これは王族や官僚などへの土地授与を示した石碑であり、この石碑の存在を論拠としてかつては封建制的統治が行われていたと言う説が有力であったが現在では少数派である。実際には10以上の州が置かれて長官が中央政府から任命された。
言葉は主にバビロニア語（アッカド語）が使用されたが、バビロニア文化を愛好するカッシート人達によって、バビロニア以前のシュメール文化も再興され、宗教文学にはシュメール語が使用される場合もあった。

## カッシートの歴代君主

### 初期カッシート朝
- ガンダシュ （テルカを征服）
- アグム1世
- カシュティリアシュ1世
- ウシュシ
- アビラッタシュ
- カシュティリアシュ2世
- ウルジグルマシュ
- ハルバシフ
- ティプタクジ （バビロンに移転）

### カッシート朝（バビロン第3王朝）
- アグム2世（英語版）（? - 前1570頃）
- ブルナ・ブリアシュ1世（英語版）
- カシュティリアシュ3世（英語版）
- ウラム・ブリアシュ（英語版）
- アグム3世（英語版）
- カラインダシュ（英語版）
- カダシュマン・ハルベ1世（英語版）
- クリガルズ1世（英語版）
- カダシュマン・エンリル1世（英語版）（? - 前1376）
- ブルナ・ブリアシュ2世（英語版）（前1375 - 前1347）
  - カラ・ハルダシュ（Kara-ḫardaš）（前1347 - 前1345）
  - ナジ・ブガシュ（Nazi-Bugaš）
- クリガルズ2世（前1345 - 前1324）
- ナジ・マルッタシュ（英語版）（前1323 - 前1298）
- カダシュマン・トゥルグ（英語版）（前1297 - 前1280）
- カダシュマン・エンリル2世（英語版）（前1279 - 前1265）
- クドゥル・エンリル（英語版）（前1265 - 前1255）
- シャガラクティ・シュリアシュ（英語版）（前1255 - 前1243）
- カシュティリアシュ4世（英語版）（前1243 - 前1235）

（アッシリアの支配：前1235 - 前1227）
- エンリル・ナディン・シュミ（英語版）
- カダシュマン・ハルベ2世（英語版）
- アダド・シュマ・イディナ（英語版）
- アダド・シュマ・ウスル（英語版）（前1218 - 前1189）
- メリシパク2世（英語版）（前1188 - 前1174）
- マルドゥク・アプラ・イディナ1世（英語版）（メロダク・バルアダン1世）（前1173 - 前1161）
- ザババ・シュマ・イディナ（英語版）（前1161 - 前1159）
- エンリル・ナディン・アヘ（英語版）（前1159 - 前1157）